# José Macías Villamar
José Adolfo Macías Villamar (Manta, Equador, 30 de setembro de 1979), mais conhecido como Fito, é um criminoso, terrorista e traficante de drogas equatoriano, líder da organização criminosa conhecida como Los Choneros desde 2020.

## Biografia
Ex-taxista, tornou-se tornou um dos maiores traficantes do Equador, com liderança no Los Choneros, grupo com fortes laços com o Cartel de Sinaloa, no México, e o Clã do Golfo, na Colômbia, segundo o Observatório do Crime Organizado do Equador.

### Prisões e fugas
Sua primeira prisão foi em 2000, por ter cometido o crime de roubo. 
Em 2011, ele foi preso novamente por tráfico de drogas e crime organizado. Foi transferido para a prisão de La Roca, onde, em 11 de fevereiro de 2013, fugiu junto com outros 17 membros do Los Choneros. Meses depois, eles foram recapturados quando estavam em sua própria casa. Para realizar a fuga, eles imobilizaram quatorze agentes penitenciários e escaparam de barco pelo rio Daule.
Ele era o braço direito de Jorge Luis Zambrano, o líder legítimo do Los Choneros, que foi assassinado em dezembro de 2020 em uma cafeteria de um shopping center em Manta. Como seu braço direito, ele assumiu a liderança e todos se reportavam a ele. Muitas pessoas o acusam de ser o culpado por sua morte a fim de ganhar poder na prisão. Isso causou um racha em Los Choneros, pois eles disseram que não havia sucessor para Jorge Luis Zambrano.
Ele estava cumprindo uma sentença de trinta e quatro anos na Penitenciaria del Litoral.
Fugiu da prisão em janeiro de 2024, o que levou o governo a declarar estrado de exceção. Em resposta, as gangues criminosas lançaram vários ataques contra civis e a polícia.

## Rapto de sua filha
Em 17 de novembro de 2021, a filha de Fito foi supostamente sequestrada junto com sua prima. Mais tarde, em 21 de novembro, ela foi libertada e disse que os sequestradores não bateram nem abusaram delas. Acredita-se também que eles fingiram o sequestro. "Eles estavam usando capuzes, estávamos andando sem bandagens; estávamos em uma montanha, sobrevivemos a esses dias", disse ela. Soube-se que as meninas foram sequestradas na área de El Aromo. Depois de libertadas, elas foram submetidas a exames médicos.
Da prisão, Fito agradeceu à polícia e ao governo. Em sua mensagem, Adolfo Macías falou sobre a tentativa de resolver as diferenças e chegar a um consenso. E negou que estivesse pensando em represálias pelo sequestro de sua filha. O líder dos Choneros disse que foi reabilitada e que concluiu os estudos e diplomas universitários e está cursando um mestrado.

## Extradição para os Estados Unidos
Em 20 de julho de 2025, o governo do Equador extraditou Fito para os Estados Unidos. Uma aeronave do Departamento de Justiça norte-americano decolou de Guayaquil com destino a Nova York.